# Ohne Dich wird es Nacht
Ohne Dich wird es Nacht ist ein deutsches Filmdrama von Curd Jürgens aus dem Jahr 1956. Jürgens übernahm im Film auch die Hauptrolle des Morphinisten Dr. Robert Kessler, der mithilfe seiner Ehefrau von der Droge loszukommen versucht.

## Handlung
Dr. Robert Kessler ist ein erfolgreicher Rechtsanwalt. Niemand weiß, dass er seit Jahren Morphium nimmt. Bei einer Gerichtsverhandlung war der stotternde Neujurist unfähig gewesen, seine Argumente vorzutragen, und fühlte sich so vor dem gesamten Saal bloßgestellt. Als er später vor lauter Anspannung eine Gallenkolik bekam, verabreichte ihm sein Arzt eine Dosis Morphium, die ihn nicht nur kurierte, sondern auch seine Sprechprobleme behob. Seither nimmt Robert das Gift und braucht alle zwei Stunden einen neuen Schuss. Er weiß, wie er enden wird, zeigt ihm doch der schwer abhängige, verarmte und nun in einem Asyl lebende Charly Justin, der einst ein gefeierter Rennfahrer war, wohin die Sucht einen treiben kann.
Eines Tages lernt Robert die attraktive Gina Bergold kennen. Aus anfänglicher Abneigung – Gina sucht sich ihre Liebhaber vor allem nach ihrem Vermögen aus – wird bald Liebe. Robert gesteht ihr, dass er morphiumsüchtig ist, doch sie verspricht, an seiner Seite zu bleiben. Sie will ihm beim Entzug helfen. Beide heiraten nach kurzer Zeit. Die Hochzeitsreise geht nicht nach Italien, sondern in die Nervenheilanstalt von Professor Bräuning. Hier schafft Robert den Entzug und wird nach einigen Wochen entlassen. Bräuning schärft Gina ein, dass sie von nun an die Funktion der Ärzte übernehmen muss: Sie muss Robert überwachen, damit er kein Morphium nimmt, muss seinem Flehen, aber auch seinen Tricks, Lügen und Anklagen widerstehen, was ihm helfen wird, langfristig von der Droge loszukommen. Dies werde umso schwerer, da Robert doch nicht aus freien Stücken, sondern auf ihre Anweisung hin in die Klinik gekommen sei.
Gina bleibt stark und wird zu Beginn in ihrer Haltung auch von Robert unterstützt. Er gibt ihr den Schlüssel zu seinem Schreibtischfach, in dem er einige Pullen Morphium aufbewahrt hat. Mit der Zeit wird Roberts Verlangen nach der Droge jedoch zu stark und er bricht den Schreibtisch auf. Entsetzt stellt er fest, dass die Schublade leer ist. Immer öfter sucht er nun nach den Ampullen, die Gina versteckt hat. Er wird seiner Frau gegenüber misstrauisch, isst nur wenig und ist unfähig zu arbeiten. Er kann sich kaum konzentrieren, verliert Klienten und muss selbst Gerichtsverhandlungen über Kleinstdelikte abbrechen. Eines Tages fleht Robert Gina unter Tränen und auf Knien an, ihm das Versteck des Morphiums zu verraten, da er nicht mehr könne. Sie holt die Ampullen aus dem Versteck und zerschlägt sie vor seinen Augen. Überraschend steht kurz darauf Roberts Vater in der Tür, der zufällig in der Nähe war. Zunächst versucht Gina, die heile Fassade aufrechtzuerhalten, doch berichtet Robert seinem Vater schließlich von seiner Sucht. Als der Vater Gina für die Abhängigkeit seines Sohnes verantwortlich machen will, erklärt Robert, dass nur sie ihn bisher vor einem Rückfall bewahrt habe. Sie sei schlimmer als die Polizei. Anschließend eilt er aus dem Haus, versucht jedoch vergeblich, bei seinen bisherigen Zulieferern neues Morphium zu erhalten.
Als Robert nach Hause kommt, wartet Charly Justin auf ihn. Er wird von der Polizei gesucht, soll er doch eine Apotheke ausgeraubt haben, um an Morphium zu kommen. Robert willigt nach einiger Zeit ein, ihn zu vertreten, da Justins Unschuld offensichtlich ist. Der Provisor der Apotheke, der beim Raubüberfall niedergeschlagen wurde, hatte Charly regelmäßig mit kostenfreiem Morphium versorgt. Nun war die gesamte Apotheke verwüstet, obwohl Charly genau wusste, wo das Morphium liegt. Es kommt zudem heraus, dass der Provisor hohe Wettschulden hat. Es ist eindeutig, dass er den Überfall fingiert hat. Im Prozess kann Robert aufgrund seiner Entzugserscheinungen jedoch kaum einen sinnvollen Satz formulieren. Nicht nur Charly ist entsetzt, sondern auch Gina. In der Pause eilt sie nach Hause und bringt Robert schließlich die letzte erhaltene Morphiumampulle. Anschließend kehrt sie resignierend nach Hause zurück. Sie hat erkannt, dass sie Robert nicht helfen kann. Um dennoch bei ihm leben zu können, will sie nun selbst Morphinistin werden. Robert hat den Prozess gewonnen und kehrt nach Hause zurück. Er verhindert, dass Gina sich ihre erste Morphiumspritze setzt, und hält sie fest in seinen Armen. Anschließend ruft er Professor Bräuning an: Er wird sich erneut in Behandlung begeben, diesmal jedoch freiwillig.

## Produktion
Ohne Dich wird es Nacht wurde unter dem Arbeitstitel Wenn Du gehst wird es Nacht vom 15. April bis 15. Mai 1956 in Göttingen, Kassel und Hamburg sowie im Filmatelier Göttingen gedreht. Die Kostüme schuf Alfred Bücken, die Filmbauten stammen von Fritz Maurischat und Ernst Schomer. Produzent Hans Abich übernahm zugleich die Herstellungsleitung, Gottfried Wegeleben fungierte als Produktionsleiter. Für die Aufnahmeleitung zeichneten Jürgen Mohrbutter, Richard Oehlers und Kurt Zeimert verantwortlich. Es spielen Erwin Lehn und sein Südfunk-Tanzorchester sowie das Rediske-Quintett. Eva Bartok war zum Zeitpunkt der Dreharbeiten mit Curd Jürgens verheiratet. Der Film erlebte am 17. August 1956 im Hamburger Filmtheater Die Barke seine Filmpremiere.
Ohne Dich wird es Nacht wurde als „Film der Woche“ in der ersten Ausgabe der Jugendzeitschrift Bravo besprochen. Von der Filmbewertungsstelle erhielt Ohne Dich wird es Nacht 1956 das Prädikat „wertvoll“.

## Kritik
Der Spiegel bezeichnete den Film anlässlich der Premiere als „Rauschgift-Elegie“ und schrieb:

„Weder die gefühlsarmen Bilder von dem Duell zwischen Morphium und Liebe noch die monotone Entziehungskur geben viel Spannung her, doch- der Regisseur Curd Jürgens hat mit den stärkeren Momenten haushälterisch gewirtschaftet und auch den sorgsam besetzten Randfiguren Platz gelassen. Besser als Jürgens: Rene Deltgen als aus der Bahn geworfener Radrennfahrer. Einprägsamer als die Breitwandbilder des Films: das musikalische Leitmotiv, ein von Hans-Martin Majewski geschickt ausgenutztes, modern arrangiertes Bach-Zitat.“

Der film-dienst nannte Ohne Dich wird es Nacht ein „sentimentales Kammerspiel, nicht ungeschickt entwickelt, doch ohne rechte Überzeugungskraft und Glaubwürdigkeit.“